# Elżbieta Bajkiewicz-Grabowska
Elżbieta Bajkiewicz-Grabowska (ur. 27 sierpnia 1949) – polska geodetka i kartografka, profesor nadzwyczajna Uniwersytetu Gdańskiego.

## Życiorys
W 1972 ukończyła studia na Wydziale Biologii i Nauk o Ziemi Uniwersytetu Warszawskiego, uzyskała specjalizację w zakresie geografia fizyczna. Następnie rozpoczęła pracę w Zakładzie Hydrologii Wydziału Geografii i Studiów Regionalnych UW, w 1983 na tym wydziale obroniła doktorat. Od maja 1995 równocześnie była adiunktem w Zakładzie Kartografii Instytutu Fotogrametrii i Kartografii Politechniki Warszawskiej. Od 2002 była zastępcą dyrektora Instytutu Fotogrametrii i Kartografii ds. naukowych i pełniła tę funkcję do 2006, od 2005 do 2006 była równocześnie kierownikiem Zakładu Kartografii. W 2003 przedstawiła pracę habilitacyjną. Od lutego 2006 równocześnie pracowała na stanowisku profesora nadzwyczajnego Uniwersytetu Gdańskiego na Wydziale Biologii, Geografii i Oceanografii, pracę na Politechnice Warszawskiej zakończyła 30 czerwca 2007. 
Przedmiotem badań naukowych Elżbiety Bajkiewicz-Grabowskiej jest problematyka hydrologii jezior i jakości ich wód, jest autorką lub współautorką 5 podręczników akademickich oraz ponad 70 publikacji w czasopismach naukowych i materiałach konferencyjnych.